# Le Retournement
Le Retournement est un roman d'espionnage de Vladimir Volkoff publié en 1979, ayant fait l'objet d'une coédition Julliard / L'Âge d'Homme. Traduit en douze langues, il a rencontré un succès international et a été vendu à plus de 100 000 exemplaires.

## Résumé et dénouement
L'action se situe à Paris, à la fin des années 1960. Le roman raconte une histoire d'espionnage où s'affrontent services de renseignement américains, français et soviétiques. Le narrateur, le lieutenant Volsky, travaille aux Invalides dans un service technique spécialisé, le GEST. Parce qu'il craint une mutation, il invente de toutes pièces une opération Couleuvrine, dont il serait responsable, et qu'il fait avaliser par un de ses supérieurs. Cette opération a pour objectif de retourner un agent soviétique, le major Igor Popov du Bureau T (sciences et techniques) du KGB, en utilisant sa faille principale, ou présumée telle : les femmes blondes et opulentes. Ce lieutenant Volsky s'arrange pour faire se rencontrer Popov et une de ses relations correspondant à ces critères, mais il ne la contrôle pas si bien qu'il le pense. Elle amène le major dans une église orthodoxe.

### Dénouement
Popov semble troublé au plus profond de lui-même. Le retournement pourrait avoir lieu, mais l'opération, purement imaginaire initialement puis ébauchée, est annulée en urgence pour conserver la productivité d'un agent triple, qui constituait la véritable raison d'être du GEST. Popov est abattu le lendemain de sa révélation religieuse au sortir de la divine liturgie.

## Analyse
Sous le terme de retournement se cachent une opération classique de l'espionnage en elle-même et deux autres caractéristiques qui la dépassent : la conversion religieuse (métanoïa), une nouvelle façon d'appréhender le monde et l'assimilation de l'agent secret à l'écrivain. Ainsi, le lecteur peut supposer que le major Popov meurt en état de grâce. Le narrateur-lieutenant tourne casaque et s'oriente vers la littérature : la construction d'un roman, souvent répété, s'apparente au montage d'une opération de renseignement avec des situations à fabriquer, une façon de prendre le point de vue de quelqu'un pour se demander comment il agirait à un instant précis.
Bien plus, comme Volkoff l'approfondira dans Le Montage, espionnage, conversion et littérature ont en commun les thèmes de la création (divine ?) et de la créature (manipulée ?).

## Réception
Pour Jacqueline Platier, dans le quotidien Le Monde, dans une critique publiée à la sortie de l'ouvrage, « Le Retournement est non seulement un bon mais un grand roman. La mise en route en est un peu lente, mais ensuite le livre s'enlève dans des chapitres d'une sauvage et religieuse beauté et il ne retombe plus ». 
À la mort de l'auteur, en 2005, ce roman est souvent cité comme une de ses œuvres les plus réussies, déterminante dans son parcours d'écrivain. Ainsi, dans le journal Le Monde à nouveau, un autre critique littéraire, Florence Noiville, écrit : « [...]  c'est Le Retournement (Julliard/L'Âge d'homme) qui le révèle au grand public en 1979. Traduit dans douze langues, ce roman d'espionnage est dédié à Graham Greene. Sa dimension métaphysique et spirituelle - Volkoff était un orthodoxe convaincu  - en font un objet littéraire singulier ».
Toujours en 2005, un quart de siècle après la parution, Benjamin Vernet écrit lui aussi, dans le quotidien Libération : « [...] il ne sera reconnu du grand public qu'en 1979 avec la parution du Retournement. Ce roman d'espionnage, mêlant information, métaphysique, théologie et intrigue romanesque, est salué pour sa singularité, [...] ».
Bien des années plus tard, encore, Pierre de Boisdeffre, dans la Revue des Deux Mondes, estime ce livre digne du Prix Goncourt, même s'il y note quelques longueurs dans des monologues, confessions, etc.

## Récompenses
- Prix Chateaubriand, 1979[5].

## Adaptation au théâtre
Le chapitre du livre où Vladimir Volkoff met en scène la conversion inattendue du major du KGB lors d'une visite dans une église orthodoxe a donné lieu à une adaptation pour le théâtre par Robert Bourseiller. La pièce est créée en 1982 sous le titre « La conversion du major Igor Maksimovitch Popov du KGB » au Théâtre Marie Stuart à Paris (mise en scène de Nicolas Peskine, le major Popov : Boudjema Boutada, le pope : Marc Ayraud). Elle est reprise en 1993 au Nouveau théâtre Mouffetard sous le titre de « Retournements » (mise en scène de Maurice Chevit, le major Popov : Marie-Pierre de Gerando, le pope : Michel Orphelin).